# Tsubasa Oya
Tsubasa Oya (大屋 翼 Oya Tsubasa?, nacido el 13 de agosto de 1986 en Shimane) es un futbolista japonés que se desempeña como defensa.

## Trayectoria

### Clubes
| Club             | País  | Año         |
| ---------------- | ----- | ----------- |
| Vissel Kobe      | Japón | 2009 - 2014 |
| Fagiano Okayama  | Japón | 2012        |
| Omiya Ardija     | Japón | 2015 - 2017 |
| Tokushima Vortis | Japón | 2018 -      |

## Estadística de carrera

### J. League
| Club            | Año   | J. League | J. League | Copa J. League | Copa J. League | Total | Total |
| Club            | Año   | Part.     | Goles     | Part.          | Goles          | Part. | Goles |
| --------------- | ----- | --------- | --------- | -------------- | -------------- | ----- | ----- |
| Vissel Kobe     | 2009  | 3         | 0         | 2              | 0              | 5     | 0     |
| Vissel Kobe     | 2010  | 0         | 0         | 0              | 0              | 0     | 0     |
| Vissel Kobe     | 2011  | 2         | 0         | 0              | 0              | 2     | 0     |
| Vissel Kobe     | 2012  | 11        | 1         | 4              | 0              | 15    | 1     |
| Fagiano Okayama | 2012  | 2         | 0         | -              | -              | 2     | 0     |
| Vissel Kobe     | 2013  | 20        | 0         | -              | -              | 20    | 0     |
| Vissel Kobe     | 2014  | 12        | 0         | 5              | 1              | 17    | 1     |
| Omiya Ardija    | 2015  | 18        | 0         | -              | -              | 18    | 0     |
| Omiya Ardija    | 2016  | 20        | 0         | 7              | 0              | 27    | 0     |
| Omiya Ardija    | 2017  | 6         | 0         | 5              | 0              | 11    | 0     |
| Total           | Total | 94        | 1         | 23             | 1              | 117   | 2     |